# Plaster Rock
Plaster Rock är en ort i Kanada.   Den ligger i provinsen New Brunswick, i den östra delen av landet, 700 km öster om huvudstaden Ottawa. Plaster Rock ligger 148 meter över havet och antalet invånare är 1 135.
Terrängen runt Plaster Rock är platt åt sydost, men åt nordväst är den kuperad. Trakten runt Plaster Rock är nära nog obefolkad, med mindre än två invånare per kvadratkilometer..
I omgivningarna runt Plaster Rock växer i huvudsak blandskog.